# أندرو هيلير
أندرو هيلير (بالإنجليزية: Andrew Hilaire)‏ هو عازف جاز أمريكي، ولد في 19 فبراير 1899 في نيو أورلينز في الولايات المتحدة، وتوفي في 3 أغسطس 1935 في شيكاغو في الولايات المتحدة.

## وصلات خارجية
- أندرو هيلير على موقع ميوزك برينز (الإنجليزية)
- أندرو هيلير على موقع أول ميوزيك (الإنجليزية)
- أندرو هيلير على موقع ديسكوغز (الإنجليزية)